# Melon grab
 (février 2024).
Si vous disposez d'ouvrages ou d'articles de référence ou si vous connaissez des sites web de qualité traitant du thème abordé ici, merci de compléter l'article en donnant les références utiles à sa vérifiabilité et en les liant à la section « Notes et références ».

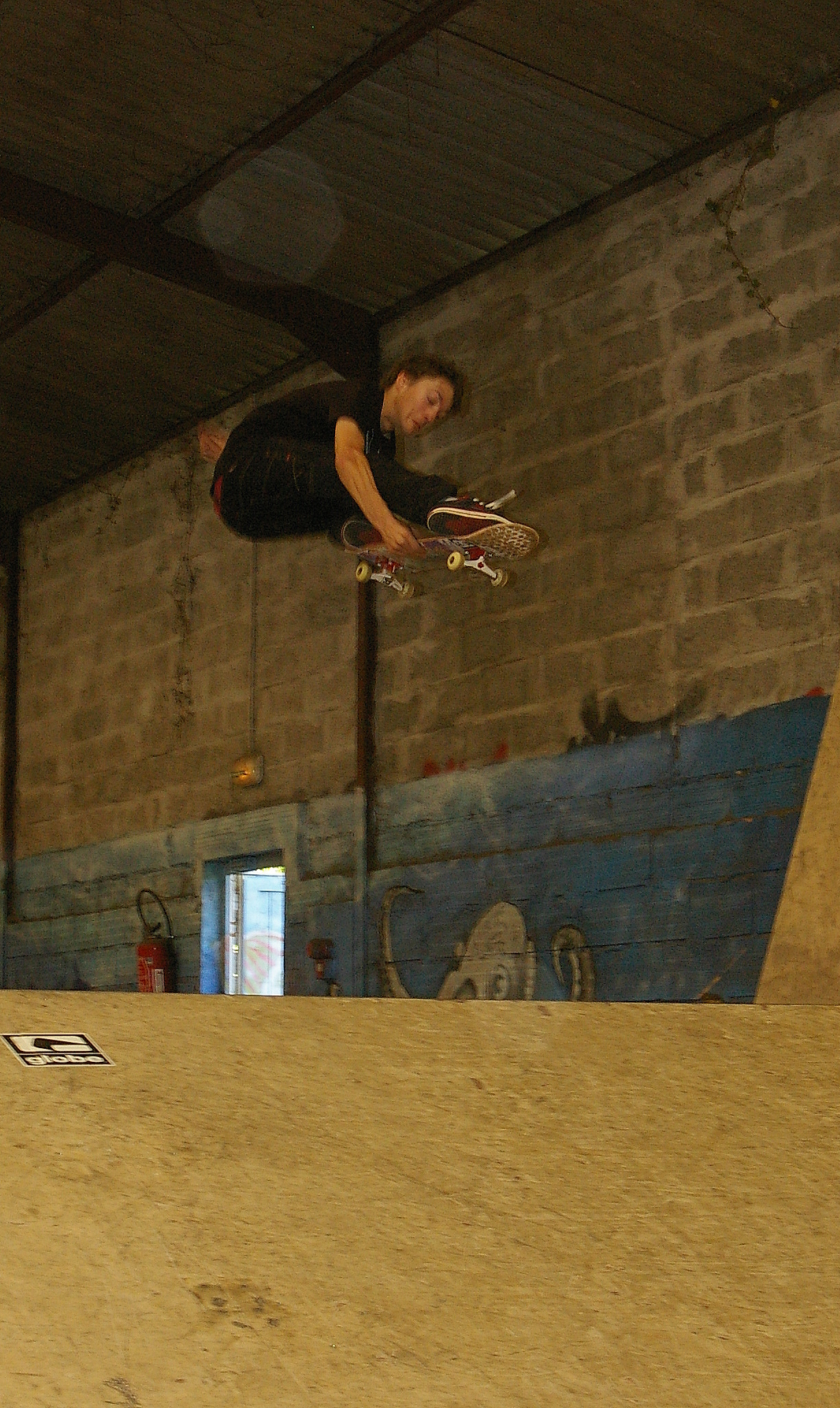
Simon Godet en melon grab au skate park Alai à Biarritz.

En skateboard, le melon est une figure qui consiste à attraper la planche à l'arrière avec la main de devant (quand vous roulez, si vous avez le pied gauche devant, ce sera la main gauche qui attrapera la planche. Si vous avez le pied droit devant, ce sera la main droite). Ce trick peut se faire partout.